# 慕容汗
慕容汗（?—?），昌黎棘城（今辽宁省义县西北）人，前燕宗室，慕容鲜卑慕容廆的兒子，慕容皝的兄弟。
333年，慕容皝的同母弟征虏将军慕容仁在平郭（今辽宁省盖州市南）起兵反对慕容皝，慕容皝派军祭酒封奕慰抚辽东。命高诩为广武将军，领兵五千与异母弟、建武将军慕容幼、慕容稚、广威将军慕容军、宁远将军慕容汗、司马佟寿共同讨伐慕容仁，在汶城以北与慕容仁交战，慕容幼、慕容稚、慕容军都被掳获。佟寿归降慕容仁。孙机据辽东城响应慕容仁，封奕和慕容汗返回。慕容仁尽占辽东。段辽和鲜卑各部都与慕容仁遥相呼应和声援。慕容皝追忆起皇甫真原先说过的话，任命他为平州别驾。
334年，段辽派兄弟段兰和慕容翰共同进攻柳城，慕容皝派慕容汗和封奕等人率军援救，慕容皝告诫慕容汗：“敌人士气正盛，不要急于决以胜负。”慕容汗性格骁勇，以骑兵一千多人为前锋，直赴柳城。慕容汗不听封奕的劝阻。结果和在牛尾谷被段兰打得大败，封奕整列苦战，才免于全军覆没。
337年，段辽多次侵扰后赵边境，前燕王慕容皝向后赵称臣，请军队讨伐段辽，让宁远将军慕容汗到后赵当人质。后赵王石虎大喜悦，盛情抚慰、酬答，谢绝慕容汗为人质，遣送他返回，与前燕密约明年会合。